# Burbonia

Położenie Burbonii na mapie Francji

Flaga Burbonii

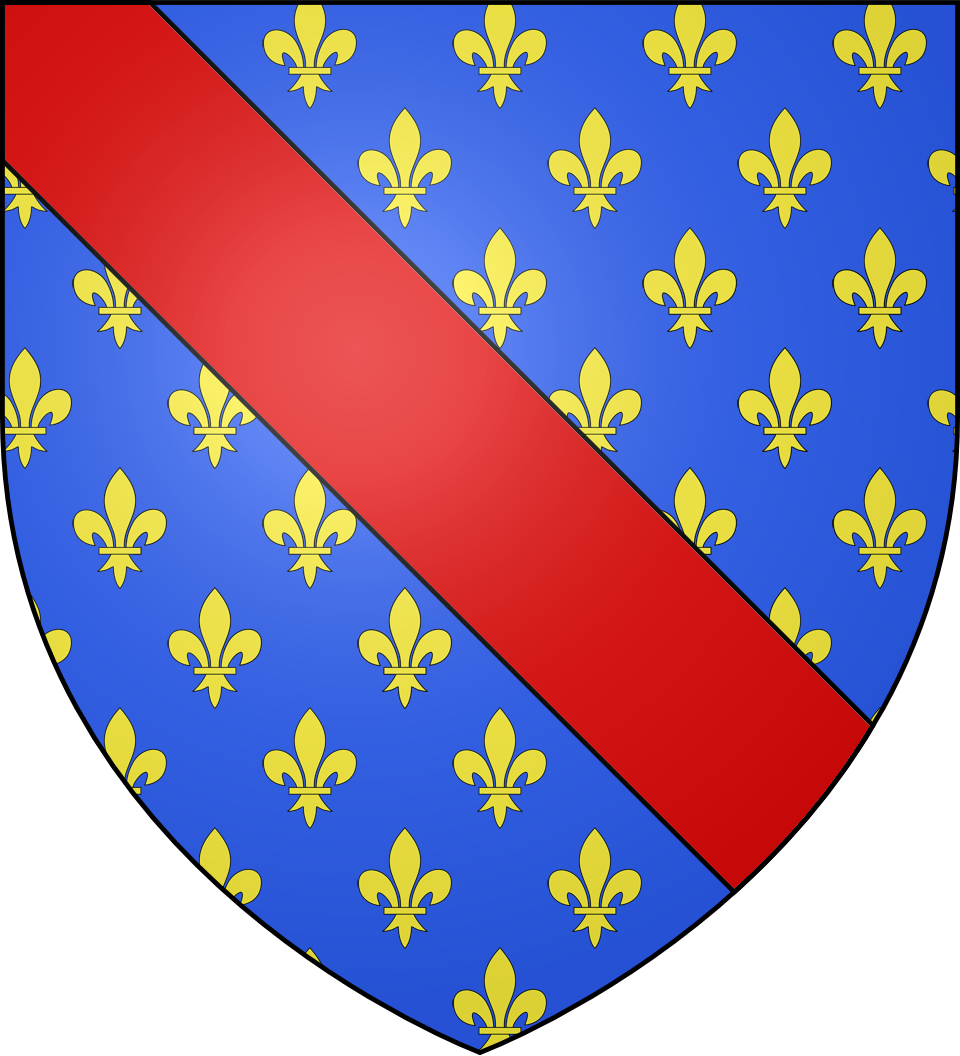
Historyczny herb Burbonii

Burbonia (fr. Bourbonnais, oks. Borbonés lub Barbonés) – region historyczny położony na terenie obecnych departamentów Allier i Cher. Za stolicę krainy uznaje się miasto Moulins.